# Pseudosinella immaculata
Pseudosinella immaculata är en urinsektsart som först beskrevs av Lie-pettersen 1897.  Pseudosinella immaculata ingår i släktet Pseudosinella och familjen brokhoppstjärtar. Arten är reproducerande i Sverige. Inga underarter finns listade i Catalogue of Life.